# Johann Rudolf Zumsteeg
Johann Rudolf Zumsteeg (Sachsenflur, Lauda-Königshofen, 10 de gener de 1760 - Stuttgart, 27 de gener de 1802) fou un compositor i director d'orquestra alemany.
Zumsteeg va dirigir les òperes de Mozart a Stuttgart, escenificant les primeres actuacions allà de Die Zauberflöte, Don Giovanni i Così fan tutte. També va ser un prolífic compositor de lieder i balades, que van tenir una gran influència en el jove Franz Schubert, que va imitar una sèrie d'estudis de Zumsteeg (alguns fins i tot amb exactament les mateixes tecles), en la seva adolescència. De fet, possiblement l'aspecte més conegut del catàleg de Zumsteeg són els set volums de Petits Lieder i Balades publicats entre 1800 i 1805, que van ser enormement populars a Alemanya fins a les primeres dècades del segle xix.
Zumsteeg havia iniciat la seva educació artística i literària en la Karlschule de Stuttgart, que havia fundat el príncep de Württemberg, Karl Eugen, el 1770, amb la lloable intenció de donar als joves una instrucció intel·lectual i no exclusivament militar. Allà es convertiria en íntim amic de Friedrich Schiller. Precisament, una adaptació del seu cèlebre drama Els bandits, de 1782, és un perfecte exemple de l'estreta col·laboració que el músic va establir amb eminents poetes, i també del seu fi olfacte per a l'adaptació dels grans clàssics. Durant gran part de la seva carrera, Zumsteeg va estar molt lligat a la cort DE Suàbia, especialment a partir de 1791, quan va ser nomenat Kapellmeister després de la mort de C. F. D. Schubart. Des de la seva posició, Zumsteeg va defensar amb vehemència les obres dels compositors alemanys, en contraposició a la influència italiana predominant amb anterioritat a la cort (i propulsada per autors com Niccolò Jommelli).

## Obres
- Òperes
  - Das tatarische Gesetz (1780)
  - Die Geisterinsel (1798)[1]
  - Das Pfauenfest (1801)
  - Elbondocani (1803)
- Duodramesa
  - Tamira (1788)
- Ballades
  - Leonore
  - Des Pfarrers Tochter von Taubenhain
  - Die Büßende
  - Die Entführung
  - Das Lied von der Treue
  - Ritter Toggenburg